# Bangkok Nites
Pour plus de détails, voir Fiche technique et Distribution.
Bangkok Nites est un film japonais et thaïlandais réalisé par Katsuya Tomita, sorti en 2016.
Il est présenté au Festival international du film de Locarno 2016.

## Synopsis
Luck est prostituée à Bangkok dans la rue Thaniya presque exclusivement réservée à une clientèle masculine japonaise. Elle retrouve un ancien client du nom d'Ozawa. Ils vont partir ensemble dans la campagne thaïlandaise...

## Fiche technique
- Soi Thaniya la nuit en 2011Titre français : Bangkok Nites

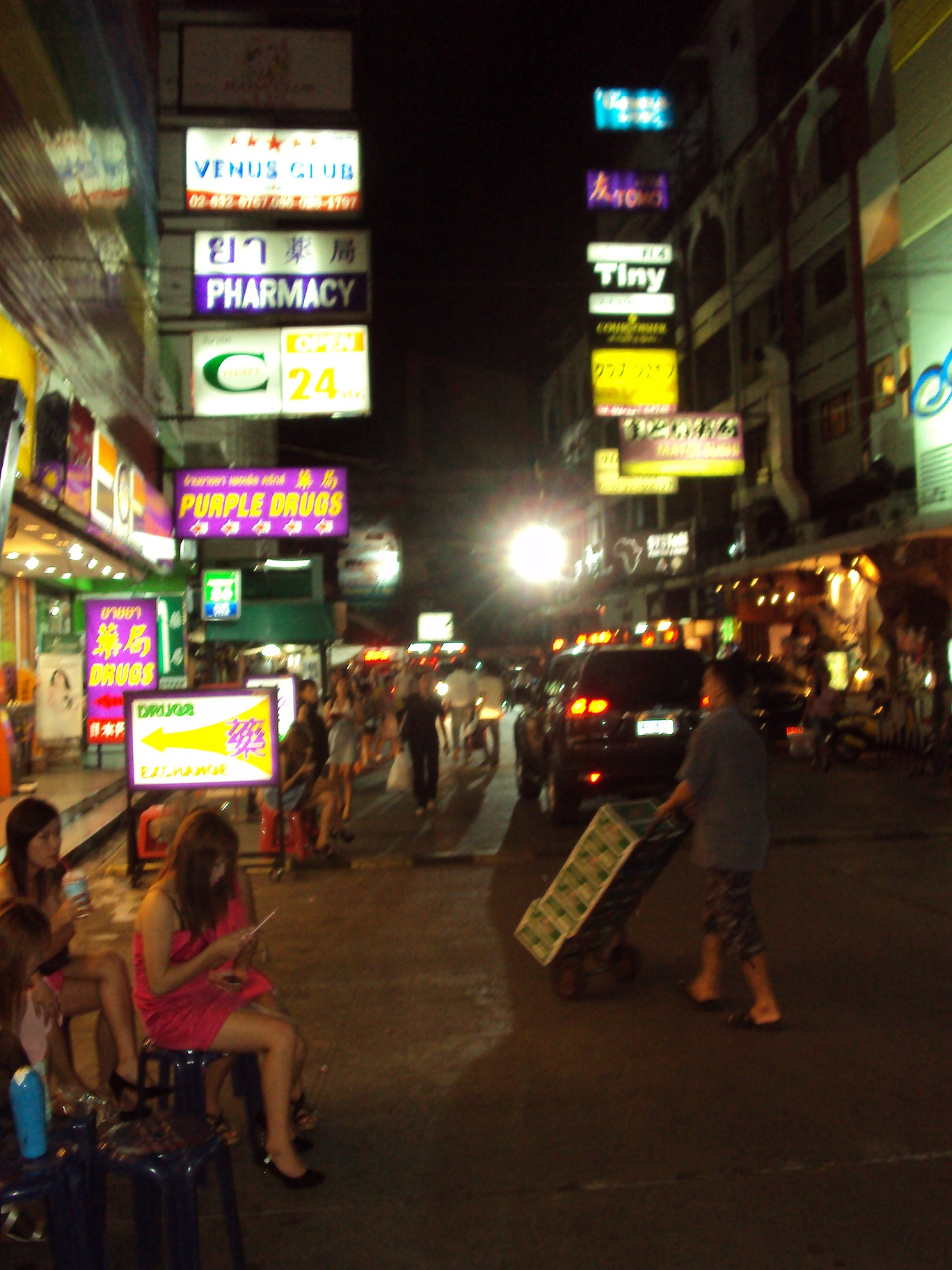
Soi Thaniya la nuit en 2011

- Titres alternatifs : กรุงเทพราตรี หรือ กลางคืนที่บางกอก / バンコクナイツ, Bankoku naitsu
- Réalisation : Katsuya Tomita
- Assistant réalisateur :  Kentaro Kawakami[6]
- Scénario : Toranosuke Aizawa, Katsuya Tomita
- Directeurs de la photographie : Masahiro Mukoyama, Takuma Furuya
- Ingénieur du son : Iwao Yamazaki
- Monteurs : Katsuya Tomita, Takuma Furuya, Takahiro Yamaguchi, Seiji Nakamura, Masahiro Mukoyama
- Photographe de plateau :  Takahiro Yamaguchi
- Costumier : Piya Niyom
- Maquilleur :  Piya Niyom
- Coiffeur :  Piya Niyom
- Sociétés de production : Kuzoku Films (Tokyo), Les Films de L'Etranger (Strasbourg), Trixta, Bangkok Planning (Bangkok), Lao Art Media (Vientiane)
- Distributeur : Survivance (France)[7]
- Pays d'origine : Japon, France, Thaïlande, Laos
- Langues : Japonais, Thaï, Isan, Anglais, Laotien, Tagalog, Français
- Sous-titre en français : Mathieu Capel, docteur en étude cinématographique et maître de conférence à l'université de Tokyo[8]
- Format : Couleurs - 35 mm - 1,85:1 - Dolby
- Genre : drame
- Durée : 183 minutes
- Dates de sortie :
  -  Suisse : 12 août 2016 (Festival international du film de Locarno 2016)
  -  Japon : 25 février 2017
  -  France : 15 novembre 2017
  - en DVD : 4 juin 2019[9]

## Distribution
- Subenja Pongkorn (สุเบ็ญจา พงศ์กร) : Luck[10]
- Katsuya Tomita : Ozawa
- Sunun Phuwiset (สุนันท์ ภู่วิเศษ) : Nut
- Chutipha Promplang (ชุติภา พร้อมเพรียง) : Lin
- Tanyarat Kongphu (ธัญญารัตน์ กองภู) : Kai
- Hitoshi Itô : Bin
- Shinsuke Nagase : Shin-chan
- Apicha Saranchol : Wit
- Yota Kawase : Kinjô
- Tarô Kan'no : Kan'no
- Shinji Murata : Tomioka
- Marisa Tuntawee : Apple
- Anchuri  Namsanga : Nancy
- Benny Light (Wright): Jimmy
- Panjari Pongkorn : In
- Sarinya Yongsawat
- Taro Sugano
- Dokoie Thonabood
- Angkanang Kunchai (chanteuse emblématique du Mor lam dont "Isan Lam Plearn", son premier grand succès dans les années 1970, est aussi la chanson du générique de fin de Bangkok Nites)[11],[12] : Sai, la voyante de Luck
- Surachai "Nga" Jantimathawn[13] (fondateur de la « pleng peua chiwit » (เพลงชีวิต) avec le groupe Caravan Band[14], ce que l'on peut traduire par "chansons de la vie") : le fantôme du poète militant Chit Phumisak

## Production

### Distribution des rôles
« Aucun acteur professionnel. Tout le casting a été recruté parmi les clients et les prostituées des bars de la rue Thaniya », affirme Katsuya Tomita.

### Tournage
Une partie du tournage s’est déroulée à Soi Thaniya, le principal quartier chaud japonais de Bangkok, où s’alignent des dizaines de bars à hôtesses et karaokés. Tourner à Soi Thaniya n’a pas été une mince affaire, tant la méfiance nourrie vis-à-vis des médias par les Japonais et les Thaïlandais propriétaires des bars est grande. Tomita raconte qu'après quatre ans de fréquentation des gens du quartier :" Tout s’est fait à l’asiatique, par des rencontres face-à-face et sur la base d’une confiance mutuelle".
Une autre partie du tournage s'est déroulée dans la campagne thaïlandaise en Isan ; mais aussi, avec l'aide de la réalisatrice américano-laotienne Mattie Do, au Laos,  en particulier à Long Tieng.

## Sortie

### Accueil critique
En France, le site Allociné recense une moyenne des critiques presse de 3,8/5.